# アニメでじゅげむ
『アニメでじゅげむ』（ANIME DE JUGEMU）は、制作亜細亜堂、製作タカラモバイルエンタテインメントによるアニメ作品である。

## 概要
古典落語にアニメ映像や有名な落語家による音声を入れ、熊さんなどの登場人物がユニークに描かれている。
2004年の東京国際アニメフェアでは、コンペティション部門で優秀作品賞を受賞した。
DVDはBMGファンハウスより、合計4巻発売中（量販店大手のHMVでは先行限定版も発売された）。
現在、全日空 国際線機内で上映されている（トムとジェリー、PINGUと共に）。CSのアニメチャンネルカートゥーンネットワークでも放送されていた。2008年4月よりとちぎテレビで放送開始。地上波では初の放送となる。

## 主な演目
- 目薬/古今亭志ん輔
- 道灌/三遊亭遊吉
- 勘定板/昔昔亭桃太郎